# Oxira usuriensis
Oxira usuriensis är en fjärilsart som beskrevs av Matsumura 1931. Oxira usuriensis ingår i släktet Oxira och familjen nattflyn. Inga underarter finns listade i Catalogue of Life.